# Daverio (Lombardei)

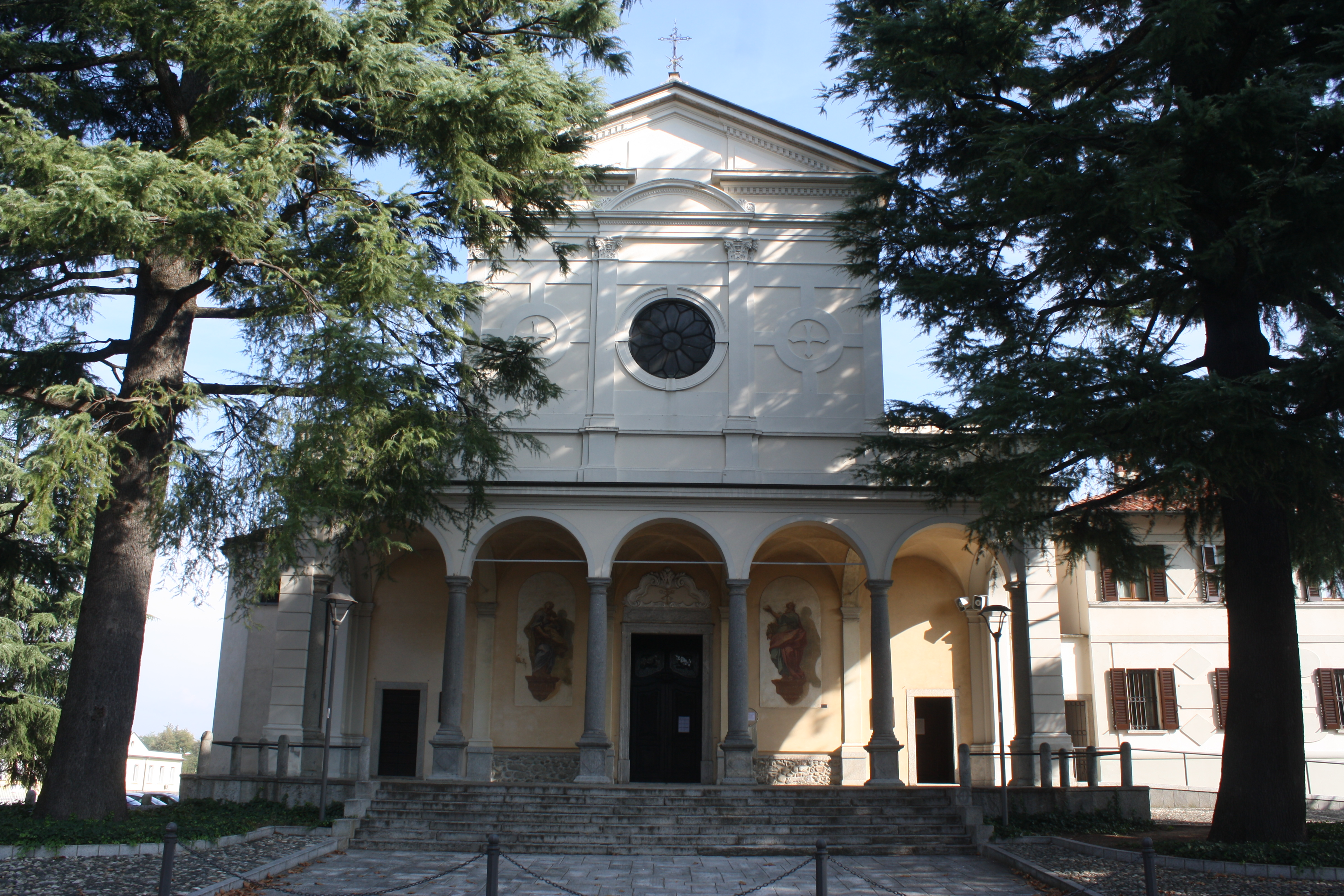
Kirche Santi Pietro e Paolo

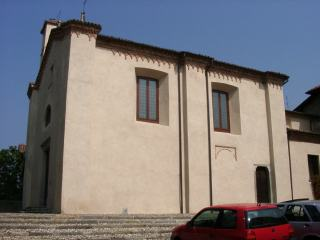
Kirche Santa Maria Assunta

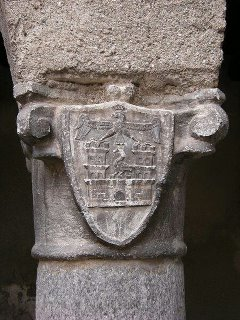
Säule mit Wappen de Sexa

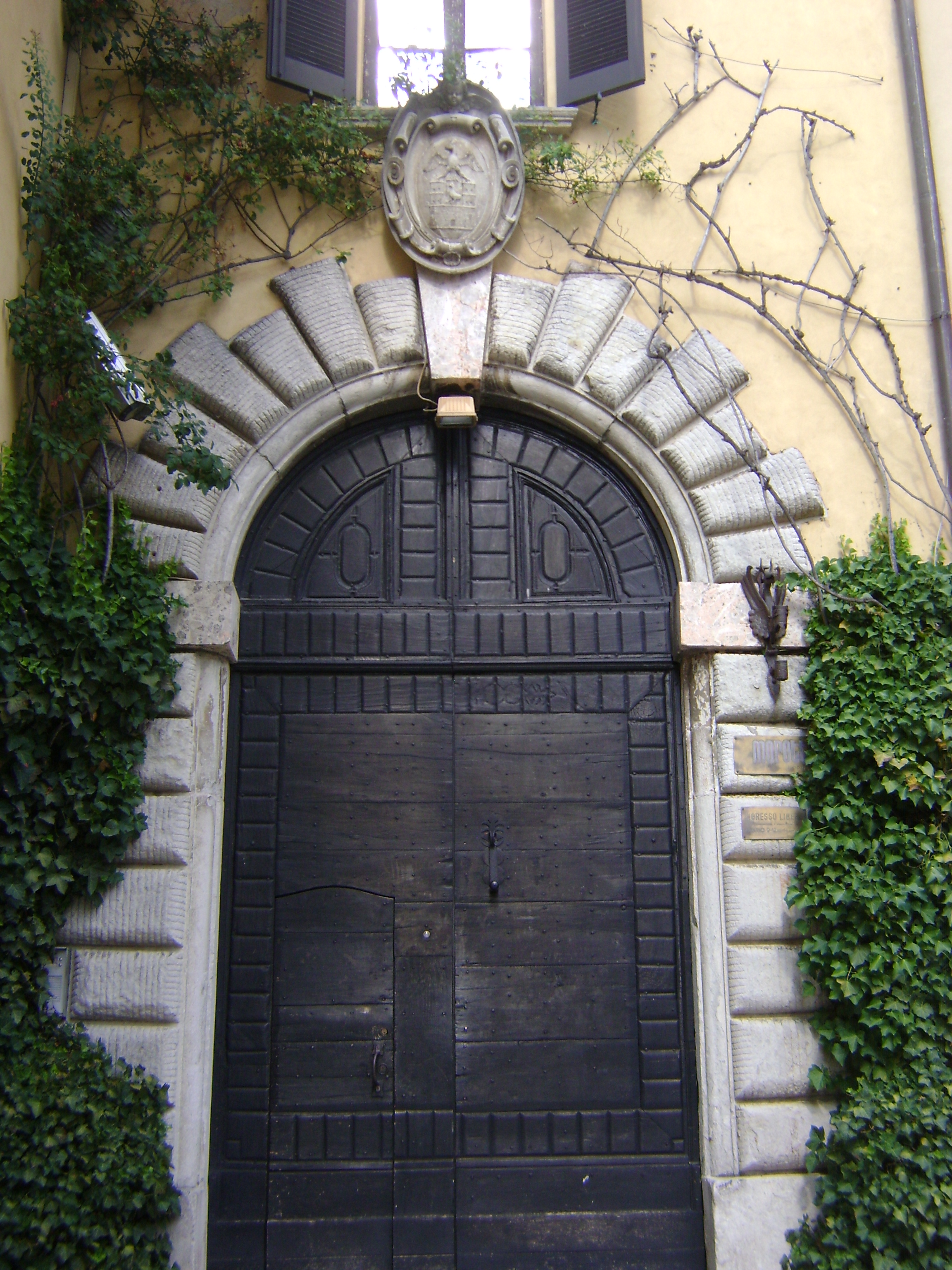
Palast de Sexa

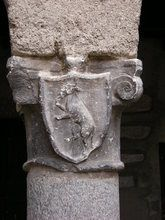
Säule mit Wappen Bossi

Daverio ist eine italienische Gemeinde (comune) in der Provinz Varese in der Region Lombardei.

## Geographie
Die Gemeinde liegt etwa 6 Kilometer südwestlich von Varese und etwa 1,5 Kilometer vom Südufer des Lago di Varese entfernt. Die bedeckt eine Fläche von 4,02 km². Zu Daverio gehören die Fraktionen Bossa, Buggino, Dobbiate, Marogna, Spazzacamino und Torre. Die Nachbargemeinden sind Azzate, Bodio Lomnago, Casale Litta, Crosio della Valle und Galliate Lombardo.

## Geschichte
Das Dorf geht auf die ursprüngliche Bevölkerung zurück, die sich hier seit sehr alten Zeiten niedergelassen hat. In den noch zu untersuchenden Sumpfgebieten befinden sich höchstwahrscheinlich Überreste von Pfahlbauten, über die derzeit mehr spekuliert als bewiesen wird.
Man nimmt an, dass der Name Daverio vom lateinischen De Verris abgeleitet ist, einer römischen Familie, die in der Antike in diesem Gebiet lebte. Die Pfarrkirche soll auf einem Grundstück errichtet worden sein, auf dem sich in der Antike ein Merkurtempel befand. In dem Gebiet wurden die Überreste einer Nekropole gefunden, und vereinzelte Funde lassen auf eine kleine oder größere Siedlung aus der Römerzeit schließen. Die Tatsache, dass es einen Ort der Anbetung gab, weist auf eine gut strukturierte Präsenz hin.
Das Dorf Daverio, das in den Statuten der Straßen und Gewässer der Grafschaft Mailand erwähnt wird und zur Pieve von Varese gehört, gehörte zu den Gemeinden, die zur Instandhaltung der Rho-Straße beitrugen (1346). Im Jahr 1538 wurde das Gebiet von Daverio an Egidio Bossi belehnt. In den Registern des Estimo (Grundbuch) des Herzogtums Mailand von 1558 und späteren Aktualisierungen war Daverio unter den in derselben Pieve erfassten Gemeinden. Nach den Antworten auf 45 Fragen, die 1751 vom zweiten Volkszählungsrat gestellt wurden, wurde die Gemeinde, die damals etwa 372 Seelen zählte, ohne Zahlung von Bezügen an den Marquis Bossi belehnt. Weder ein königlicher noch ein feudaler Richter residierte in der Gemeinde. Der Podestà des Lehens residierte in Varese und wurde von der Gemeinde bezahlt. Beschwerden wurden sowohl an den königlichen Podestà von Varese als auch an den feudalen Podestà herangetragen.
Der Gemeinde Daverio wurde eine kleine Gemeinde unterstellt, die il comunetto del fu Dr. Fixicho Ecthor Sessa genannt wurde und mit der herrschenden Gemeinde verwechselt wurde. Der Grund für die Trennung war nicht bekannt, es sei denn, es handelte sich um den Willen der erwähnten Sessa. Die dominante Gemeinde hat jedoch die Wiedervereinigung mit der kleinen untergeordneten Gemeinde beantragt. Die Verwaltungsstruktur umfasste einen Konsul, einen Bürgermeister und zwei Regenten, von denen einer ein Rusticus und der andere ein Compadrone war. Die Wahlen der Vertreter fanden auf dem Stadtplatz statt und die Hauptaufgabe der gewählten Vertreter war die Überwachung der Gerechtigkeit der öffentlichen Verteilungen und die Erhaltung des öffentlichen Eigentums der Gemeinde. Der Kanzler residierte nicht in der Gemeinde, sondern in Galliate, einem Nachbarland. Sein Gehalt betrug 40 Lire für die herrschende Gemeinde und 14 Lire für die untergeordnete Gemeinde.
Nach dem vorübergehenden Zusammenschluss der lombardischen Provinzen mit dem Königreich Sardinien wurde die Gemeinde Daverio mit 869 Einwohnern, die von einem 15-köpfigen Gemeinderat und einem zweiköpfigen Stadtrat verwaltet wurde, auf der Grundlage der durch das Gesetz vom 23. Oktober 1859 festgelegten Gebietsaufteilung in das Mandamento I di Varese, circondario II di Varese, Provinz Como, aufgenommen. Bei der Gründung des Königreichs Italien im Jahr 1861 hatte die Gemeinde 926 Einwohner (Volkszählung 1861). Nach dem Gemeindegesetz von 1865 wurde die Gemeinde von einem Bürgermeister, einer Junta und einem Rat verwaltet. Im Jahr 1867 wurde die Gemeinde in denselben Bezirk, Kreis und dieselbe Provinz eingegliedert (Verwaltungsbezirk 1867). Im Jahr 1924 wurde die Gemeinde Daverio in den Bezirk Varese der Provinz Como eingegliedert. Nach der Gemeindereform von 1926 wurde die Gemeinde von einem Podestà verwaltet. Im Jahr 1927 wurde die Gemeinde der Provinz Varese zugeschlagen. Nach der Gemeindereform von 1946 wurde die Gemeinde Daverio von einem Bürgermeister, einer Junta und einem Gemeinderat verwaltet.

## Bevölkerung
| Bevölkerungsentwicklung | Bevölkerungsentwicklung | Bevölkerungsentwicklung | Bevölkerungsentwicklung | Bevölkerungsentwicklung | Bevölkerungsentwicklung | Bevölkerungsentwicklung | Bevölkerungsentwicklung | Bevölkerungsentwicklung | Bevölkerungsentwicklung | Bevölkerungsentwicklung | Bevölkerungsentwicklung | Bevölkerungsentwicklung | Bevölkerungsentwicklung |
| ----------------------- | ----------------------- | ----------------------- | ----------------------- | ----------------------- | ----------------------- | ----------------------- | ----------------------- | ----------------------- | ----------------------- | ----------------------- | ----------------------- | ----------------------- | ----------------------- |
| Jahr                    | 1751                    | 1805                    | 1809                    | 1853                    | 1881                    | 1901                    | 1921                    | 1951                    | 1971                    | 1991                    | 2001                    | 2011                    | 2021                    |
| Einwohner               | 372                     | 627                     | *1010                   | 852                     | 1066                    | 1124                    | 1052                    | 1031                    | 1739                    | 2060                    | 2634                    | 3075                    | 3058                    |

- 1809 Fusion mit Bodio, Lomnago, Crosio und Galliate

## Sehenswürdigkeiten
- Pfarrkirche Santi Pietro e Paolo mit Orgel von Giovanni Mentasti aus Varese 1879[2]
- Kirche Santa Maria Assunta
- Kirche San Giovanni Battista im Ortsteil Dobbiate
- Villa Morotti (ehemalig Sessa)
- Villa Silbernagl

## Persönlichkeiten
- Claudia Sessa (circa 1570–1619), Nonne, Musikerin und Komponistin
- Bartolomeo Sessa (1665–?), Mönch der Olivetaner, Wohltäter
- Margherita Sessa, Gründerin der Kirche Santa Maria[3]
- Gabriele Sessa (circa 1500–post 1552), Jurist und Abt des Collegio dei Nobili Giureconsulti von Mailand
- Egidio Bossi, Marquis der Valbossa und Senator
- Francesco Sessa, Senator und Mailänder Patrizier, Pate von Michelangelo Merisi da Caravaggio
- Gabardo Sessa, im Jahr 1827 zusammen mit seinen Brüdern Ettore und Filippo, Grüder der Primarschule von Daverio.